# 市川米十郎 (4代目)
四代目 市川 米十郎（よだいめ いちかわ よねじゅうろう、1901年7月4日 - 没年不詳）は、日本の俳優、歌舞伎役者である。本名は不詳とする資料も在るが、齋藤 秀男（さいとう ひでお）である。旧芸名市川 米松（いちかわ よねまつ）。

## 人物・来歴
1901年（明治34年）7月4日、東京府東京市（現在の東京都）に生まれる。
旧制小学校を卒業後、俳優を志して六代目尾上菊五郎（1885年 - 1949年）に入門し、「市川 米松」を名乗って初舞台を踏む。1924年（大正13年）11月、現在の東京都中央区銀座にある歌舞伎座での名題試験に合格し、坂東鶴升、三代目嵐市太郎、尾上斧蔵らと共に昇級。1928年（昭和3年）5月、新橋演舞場での公演にて「市川米十郎」を襲名、名題に昇進した。この「市川米十郎」の名は、四代目市川小團次（1812年 – 1866年）が初代という名跡で、『歌舞伎人名事典』によれば、この米十郎は四代目に当たるという。
歌舞伎界での将来を嘱望されていたが、映画界に興味を持ち、同年9月、牧野省三に招聘されて京都に御室撮影所をもつマキノ・プロダクションに阪東三右衛門、実川芦雁らと共に入社する。入社第1回作品として、『掟』（監督押本七之助）に主演、同作は同年8月30日に公開されている。これに先行して同年3月14日に公開された『忠魂義烈 実録忠臣蔵』（監督マキノ省三）に出演しているとされ、東京国立近代美術館フィルムセンターが所蔵する同作のオープニングクレジットには、米十郎の名が「神崎興五朗」役で記録されている。1929年（昭和4年）7月25日、牧野省三が亡くなり、同年9月にマキノ正博を核とした新体制が発表になると、米十郎は、嵐冠三郎、荒木忍、南光明、根岸東一郎、谷崎十郎らとともに「俳優部男優」に名を連ねた。その後、新体制下のマキノ・プロダクションは財政が悪化し、1931年（昭和6年）6月、同社解散により退社した。記録に残る同社での最後の出演作は、1931年（昭和6年）4月17日に公開された『三日月次郎吉』（監督吉野二郎）で、同作は同社にとっても最終作品であった。
マキノ・プロダクション解散の半年後の同年10月、同社元専務・内藤富吉が設立した内藤プロダクションでは、『涙の故郷』（監督久保為義）に出演、同作は同年11月8日に公開された。その後は、当時新興キネマと配給提携していた嵐寛寿郎プロダクションで、同年12月13日に公開された『柳生十兵衛』（監督仁科熊彦）に出演、徳川家光役を演じている。翌1932年（昭和7年）2月には、高村正次と立花良介が御室撮影所に設立した正映マキノキネマに参加、『二番手赤穂浪士』（監督マキノ正博）に出演し、小山田庄左衛門役を演じた。同社解散後は、同年11月に高村正次が再び設立した宝塚キネマ興行に参加し、1933年（昭和8年）3月26日に公開された『孝子五郎』に出演した記録が残っているが、同社も1934年（昭和9年）2月には解散に追い込まれている。
宝塚キネマ解散後は再び歌舞伎に戻ったが、この間にも1937年（昭和12年）に製作・公開されたとされる『出世太閤記 第一篇』（監督西藤八耕・石塚大造、製作・配給極東キネマ）という題のサイレント映画が現存しており、同作の上映用プリント等を所蔵する東京国立近代美術館フィルムセンターによれば、同作に米十郎も出演しているという。その後、翌1938年（昭和13年）ころまで活動記録が確認できるが、以降の消息は伝えられておらず、時代は第二次世界大戦に突入している。没年不詳。

## フィルモグラフィ
クレジットはすべて「出演」である。公開日の右側には役名、および東京国立近代美術館フィルムセンター（NFC）、マツダ映画社所蔵等の上映用プリントの現存状況についても記す。同センター等に所蔵されていないものは、とくに1940年代以前の作品についてはほぼ現存しないフィルムである。資料によってタイトルの異なるものは併記した。

### マキノプロダクション御室撮影所
製作は「マキノプロダクション御室撮影所」、配給は「マキノ・プロダクション」、すべてサイレント映画である。
- 『忠魂義烈 実録忠臣蔵』 : 総指揮・監督マキノ省三、監督補秋篠珊次郎（井上金太郎）、1928年3月14日公開 - 神崎興五朗[11]、78分尺で現存（NFC所蔵[11]）
- 『掟』 : 監督押本七之助、1928年8月30日公開 - 主演[2]
- 『阿呆重』 : 監督中島宝三、1929年1月20日公開 - 主演
- 『水戸黄門 東海道篇』 : 総指揮マキノ省三、監督中島宝三、1929年2月1日公開 - 杉山軍兵衛
- 『大化新政』 : 総監督・原案マキノ省三、監督補助二川文太郎・稲葉蛟児・金森萬象・マキノ正博・松田定次・中島宝三・押本七之助・吉野二郎、1929年3月1日公開 - 蘇我倉山田麿
- 『鳥鵆月白浪』（『島衛月白浪』[8]） : 総指揮牧野省三（マキノ省三）、監督阪田重則、1929年3月15日公開 - 松島千太
- 『豊大閤 足軽篇』 : 総指揮マキノ省三、監督中島宝三、1929年3月21日公開 - 朝日奈備中
- 『異説 清水一角』 : 監督二川文太郎、1929年3月31日公開 - 岩切正二郎
- 『弥次喜多 東海道の巻』 : 監督井上金太郎、1929年4月19日公開
- 『後の水戸黄門』（『続水戸黄門 山陽道篇』[8]） : 指揮マキノ省三、監督中島宝三、1929年5月17日公開 - 杉山軍兵衛
- 『松平長七郎 道中篇』 : 監督金森萬象、1929年6月7日公開[5]
- 『松平長七郎 長崎篇』 : 監督金森萬象、1929年8月15日公開[5]
- 『怪異千姫狂乱』 : 監督中島宝三、1929年7月5日公開 - 榊原豊後守
- 『西南戦争』 : 総指揮マキノ省三、監督中島宝三、1929年10月4日公開 - 谷村計介
- 『明烏夢泡雪』 : 監督吉野二郎、1929年10月17日公開
- 『怪談道中双六』 : 監督押本七之輔（押本七之助）、1929年10月24日公開 - 飛脚 早足の辰
- 『荒木又右衛門 全五篇』 : 総指揮マキノ省三、監督マキノ正博・二川文太郎・押本七之助・金森萬象・吉野二郎・中島宝三、1929年11月1日公開 - 乾分杢蔵
- 『怪談 狐と狸』[9][11]（『狐と狸』） : 監督吉野二郎、1929年11月8日公開 - 金八、33分尺で現存（NFC所蔵[11]）
- 『彦左漫遊記』 : 監督吉野二郎、1929年11月28日公開 - 福島正則
- 『天保水滸伝』 : 監督押本七之輔、1930年1月5日公開 - 国定忠治
- 『花暦三人吉三』[2][7]（『三人吉三』[8]） : 監督吉野二郎、1930年1月15日公開
- 『人斬伊太郎』 : 監督並木鏡太郎、1930年2月28日公開 - 魚屋七三郎、10分尺の短縮版が現存（マツダ映画社所蔵[19]）
- 『変幻女六部』[2][7]（『恋幻女六部』[8]） : 監督吉野二郎、1930年3月7日公開 - 松代豊後守定光
- 『本朝野士縁起 第一篇』 : 監督中島宝三、1930年5月1日公開 - 熊辺次郎太夫
- 『煉獄二道』 : 監督吉野二郎、1930年6月13日公開 - 西国の大名 有馬直純（主演）
- 『近世毒婦伝 明治五人女』（『明治五人女』[8]） : 監督吉野二郎、1930年7月6日公開
- 『怪談累ケ淵』（『累ヶ淵』[8]） : 監督二川文太郎、1930年8月15日公開 - 深見新左衛門
- 『スタヂオ殺人事件』 : 指導阪田重則、監督水上譲太郎、1930年8月29日公開 - 伴蔵
- 『お化同心』 : 監督中島宝三、1930年9月5日公開 - 助十
- 『浜松屋 弁天小僧』（『浜松屋』[8]） : 監督吉野二郎、1930年10月3日公開 - 南郷力丸
- 『信州侠客伝』[2][7]（『信州侠客陣』[8]『兇状旅信州路』） : 監督中島宝三、1930年11月14日公開 - 国定忠次（主演）、『兇状旅信州路』題・70分尺で現存（NFC所蔵[11]）
- 『続お洒落狂女』 : 監督吉野二郎、1930年12月19日公開 - 松平越中守定信
- 『里見八剣伝』（『南総里見八剣伝』[8]） : 監督吉野二郎、1931年1月5日公開 - 犬飼現八
- 『幕末風雲記 堀新兵衛の巻 新門辰五郎の巻 清水次郎長の巻』（『幕末風雲記』[8]） : 監督マキノ正博・稲葉蛟児・久保為義、1931年1月30日公開
- 『処女爪占師』 : 監督吉野二郎、1931年2月13日公開 - 青具外記
- 『血ろくろ伝記 前篇』（『血ろくろ傳奇』[11]） : 監督金森萬象、1931年3月6日公開 - 山ノ宿藤吉、『血ろくろ傳奇』題・65分尺で現存（NFC所蔵[11]） / 54分尺で現存（マツダ映画社所蔵[19]）
- 『三日月次郎吉』 : 監督吉野二郎、1931年4月17日公開

### 嵐寛寿郎プロダクションほか
すべてサイレント映画である。
- 『涙の故郷』 : 監督久保為義、製作内藤プロダクション、配給不明、1931年11月8日公開
- 『柳生十兵衛』 : 監督仁科熊彦、製作嵐寛寿郎プロダクション、配給新興キネマ、1931年12月13日公開 - 徳川家光
- 『素浪人弥太郎 前篇』 : 監督森本登良男・矢内政治、製作トキワ映画・中京映画社、1932年1月5日公開
- 『素浪人弥太郎 前篇』 : 監督森本登良男・矢内政治、製作トキワ映画・中京映画社、1932年1月29日公開
- 『二番手赤穂浪士』 : 監督マキノ正博、製作正映マキノプロダクション[7][8]（日活太秦撮影所[10]）、配給日活[10]、1932年4月8日公開 - 小山田庄左衛門[2]
- 『仇討兄弟鑑』 : 監督後藤岱山、製作正映マキノプロダクション・大衆文芸映画社、配給国際映画社、1932年5月12日公開 - 進藤甲吾（兄）
- 『孝子五郎』（『孝子五郎正宗』[8]） : 監督久保文憲（久保為義）、製作・配給宝塚キネマ興行、1933年3月26日公開 - 藤六左近太夫行光、33分尺で現存（NFC所蔵[11]）
- 『出世太閤記 第一篇』 : 監督西藤八耕・石塚大造、製作・配給極東キネマ、1937年製作・公開 - 役名不明、50分尺で現存（NFC所蔵[11]）